# Estàtua sedent del príncep Gudea

Mesopotàmia durant el Renaixement sumeri

L'estàtua sedent del príncep Gudea data de l'any 2120 aC, i va ser elaborada durant el Renaixement sumeri a Mesopotàmia, considerada la primera i més antiga civilització de la història, que es va estendre pel sud de Mesopotàmia, a la zona dels rius Tigris i Eufrates.

## Troballa
Primer, Ernest de Sarzec (1832-1901), cònsol francès a la ciutat iraquiana de Bàssora, va trobar-ne el cap a l'any 1877, i la resta del cos va ser trobat pel capità G. Cros l'any 1903. Ambdues parts van ser desenterrades d'entre les ruïnes del temple d'E-ninnu o Casa dels 50, situat a Ngirsu, ciutat de la Sumèria antiga, situada a uns 25 quilòmetres al nord-oest de Lagash, actual Tel Telloh, a la governació de Di Car, a Iraq.

## Característiques
- Autor: anònim.
- Altura: 46 centímetres.
- Amplària: 33,2 centímetres.
- Diàmetre: 22,5 centímetres.
- Material: diorita, encara que algunes parts són d'esteatita o d'alabastre.
- A l'estàtua apareixen inscripcions en les quals s'explica que és una ofrena a la deïtat sumèria Ningizzida.

## Simbologia
L'estàtua representa Gudea, el més cèlebre dels prínceps de la ciutat estat de Lagash, que mai es van atribuir el títol de rei, sinó el de patesi o ensi. Aquest patesi va governar Lagash durant poc més de quinze anys; va construir temples i palaus, gaudí dels beneficis de la pau i d'una extraordinària prosperitat.
L'escultura va ser una ofrena a Ningizzida, una deïtat de l'antiga Mesopotàmia, a qui es coneixia com el "Senyor/a de l'arbre de la vida" i que acompanyava sempre Tammuz, custodiant totes dues les portes del cel.
Descrita de vegades com una serp amb cap humà, aquesta deïtat va esdevenir més tard el déu de la curació i la màgia. No es coneix el sexe de Ningizzida, però en algunes representacions se la veu amb barba i dues serps que li afloren de les espatlles, i en el mite d'Enki i Ninhursag, a Dazima li és permès casar-se amb Ningizzida. És el primer símbol de serps bessones de què es té coneixement, a més alguns creuen que Ningizzida podria haver estat la serp de l'Edén.
L'escultura representa un home molt tranquil, que encara que es troba en una posició totalment hieràtica i simètrica, mostra certa compassió. Això es deu al fet que, en aquella època, la reialesa tenia més simbologia heroica que no religiosa (ja que s'havia consolidat la casta sacerdotal), però Gudea de Lagash era un rei molt associat a la religió i al sistema sacerdotal.

## Conservació
La peça es troba exposada al Museu del Louvre al departament d'Antiguitats Orientals, amb els nombres d'inventari A0 3293 i AO 4108.